# Villiers-le-Morhier
Villiers-le-Morhier är en kommun i departementet Eure-et-Loir i regionen Centre-Val de Loire strax norr om centrala Frankrike. Kommunen ligger i kantonen Nogent-le-Roi som tillhör arrondissementet Dreux. År 2022 hade Villiers-le-Morhier 1 359 invånare.

## Befolkningsutveckling
Antalet invånare i kommunen Villiers-le-Morhier
Referens:INSEE